# 龐德福克 (密蘇里州)
龐德福克（英語：Pondfork）是位於美國密蘇里州歐扎克縣的非建制地區。

## 歷史
龐德福克的郵局於1907年設立，其後於1955年停運。

## 地理
龐德福克所處的海拔為高於海平面294米（即965英呎），而該地所採用的時區為UTC-6，即北美中部時區（CST）。同時該地設有夏令時間，為UTC-6調快一小時，即UTC-5（CDT）。